# Parthenay
Parthenay è un comune francese di 10 108 abitanti situato nel dipartimento delle Deux-Sèvres nella regione della Nuova Aquitania.

## Società

### Evoluzione demografica
Abitanti censiti

## Amministrazione

### Gemellaggi
- Manakara, Madagascar, dal 1962
- Weinstadt, Germania, dal 1980
- Tsévié, Togo, dal 1990
- Arnedo, Spagna, dal 1991
- Abrantes, Portogallo, dal 1993
- Edmundston, Canada, dal 1993
- Tipperary, Irlanda, dal 1994